# کم خونی دیاموند–بلک‌فان

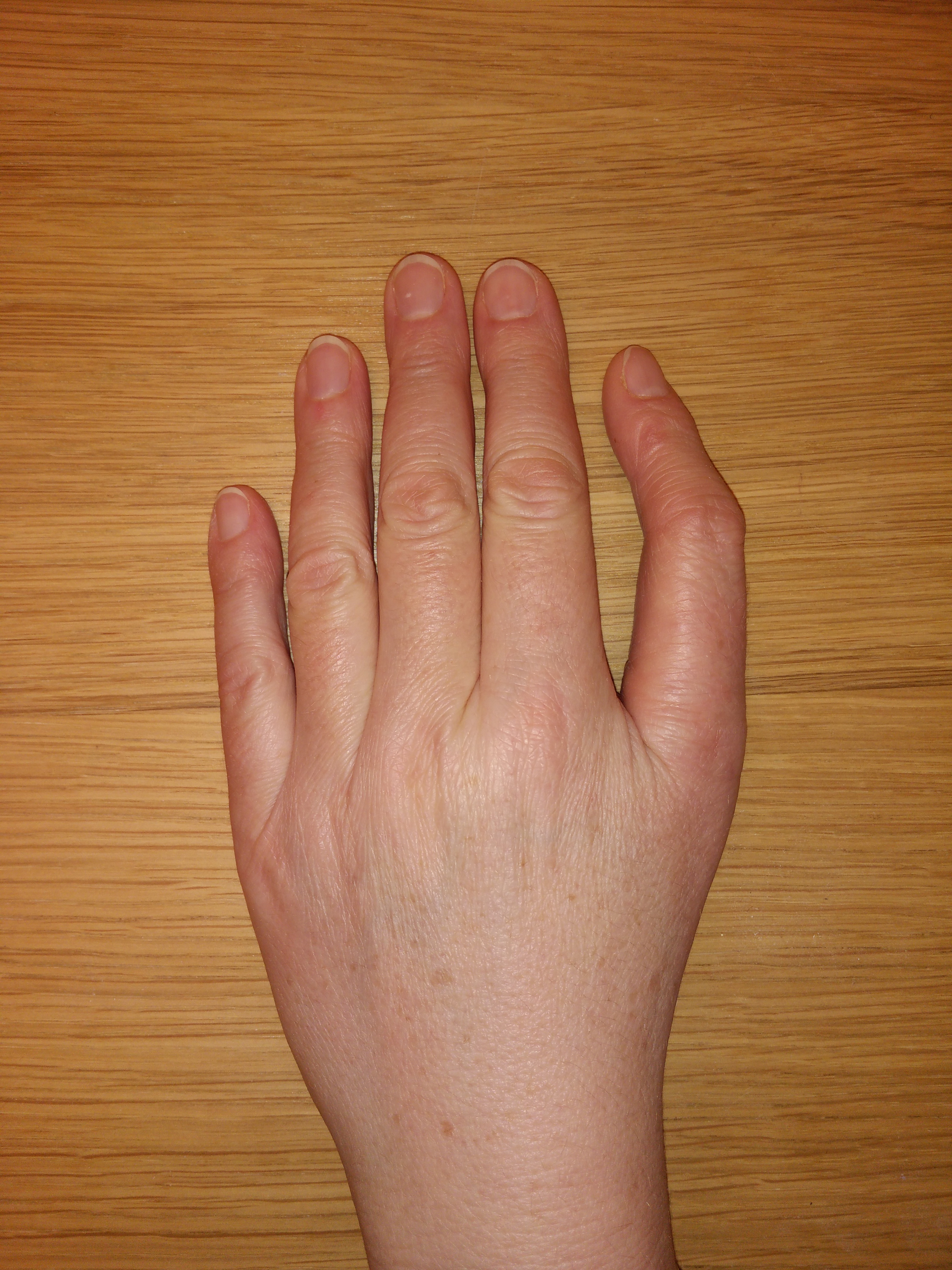
انگشت شست سه جانبه به دلیل سندرم پلی سینداکتیلی

کم خونی دیاموند–بلک فان که تحت عنوان اریتروبلاستوپنی ارثی بلک فان-دیاموند هم خوانده می‌شود، نوعی آپلازی مادرزادی اریترویید است که معمولاً در دوره شیرخواری تظاهر می‌کند. تعداد سلول‌های گلبول قرمز این افراد پایین است. بقیه سلول‌های خونی نرمال هستند. این بیماری برعکس سندرم شواخمن-بودیان-دیاموند است که در آن نقص مغز استخوان باعث نوتروپنی و کم خونی فانکونی می‌شود. در کم خونی فانکونی، همه رده‌های سلولی درگیر هستند و در نتیجه، بیمار دچار پان سیتوپنی است.

## تظاهرات بالینی
- کم خونی

همچنین ۴۷ درصد بیماران دچار طیفی از اختلالات مادرزادی نیز هستند. از جمله:
- نقایص جمجمه‌ای-صورتی
- ناهنجاری‌های اندام فوقانی یا شست‌ها
- ناهنجاری‌های قلبی
- ناهنجاری‌های ادراری-تناسلی
- شکاف کام

در این بیماران تا حدی خطر ابتلا به لوسمی وجود دارد.

## تشخیص
شمارش سلول‌های خونی و بیوپسی مغز استخوان

## اقدامات درمانی
از کورتیکواستروییدها می‌توان برای درمان این بیماری استفاده کرد. برای درمان کم خونی می‌توان از تزریق خون بهره برد. پیوند مغز استخوان می‌تواند به معالجه کامل بیماری کمک کند. این درمان بویژه برای کسانی که به تزریق مکرر خون وابسته هستند می‌تواند مد نظر قرار گیرد.